# Alpine M63

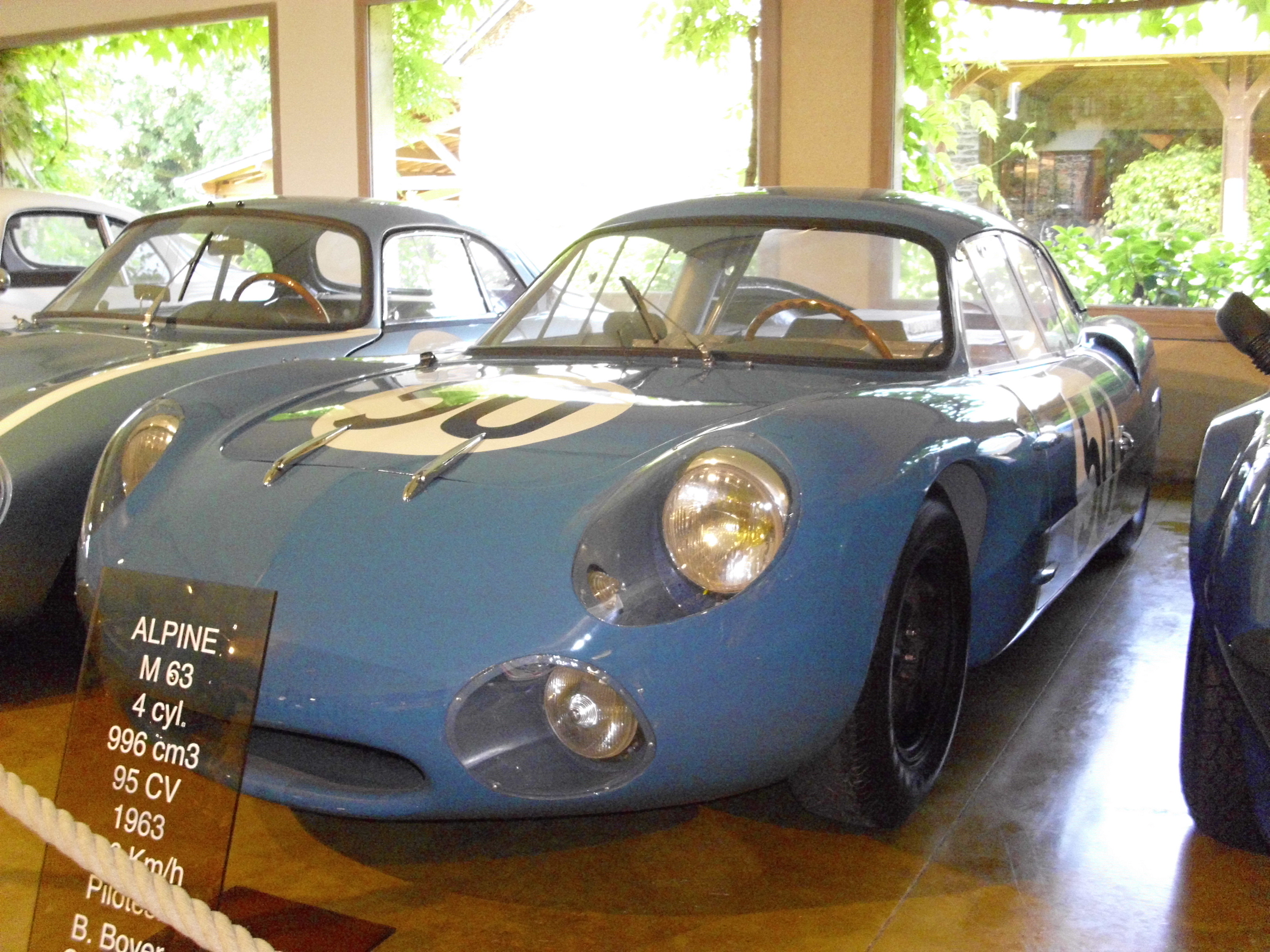
Alpine M63 (Fahrgestell 1703)

Der Alpine M63 war der erste Rennsportwagen von Alpine und wurde 1962 für Sportwagenrennen entwickelt.

## Entwicklungsgeschichte und Technik
Die ersten Entwürfe für den Alpine M63 stammten von Len Terry. Terry arbeitete 1962 bereits für Colin Chapman und wurde Mitte der 1960er-Jahre durch die Konstruktion des Lotus 33 international bekannt. Jean Rédélé kontaktierte Chapman und Terry, als bei Alpine die Idee eines eigenen Rennsportwagens immer konkretere Formen annahm. Terry sagte eine Entwurfsarbeit zu, die stark an den Lotus 23 angelehnt war. Terry orientierte sich bei seiner Arbeit jedoch noch nicht am zukünftigen technischen Reglement des CSI, der die neuen Rahmenbedingungen für die Rennen der Sportwagen-Weltmeisterschaft bereits publiziert hatte. Das große Ziel von Alpine war die Teilnahme am 24-Stunden-Rennen von Le Mans. 1963 sollte dort der erste M63 an den Start gehen. Da dieses Langstreckenrennen ein Wertungslauf der Sportwagen-Weltmeisterschaft war, griff das neue Reglement auch dort. Redélé hatte zwar einen Rohentwurf, konnte diesen aber so nicht umsetzen.
Der französische Rennfahrer Bernard Boyer vermittelte seinen Freund Richard Bouleau. Boyer selbst war neben seiner Rennfahrerei auch als Fahrzeugkonstrukteur tätig. Boyer konstruierte später die Matra-Monopostos und -Prototypen und hatte einen Fahrervertrag bei Alpine. Bouleau arbeitete 1962 bei Saviem in der Entwicklungsabteilung für Lastkraftwagen und hatte keine Erfahrung im Rennwagenbau. Nach anfänglicher Skepsis ließ Rédélé Bouleau die Entwürfe von Terry überarbeiten. Gemeinsam mit Boyer passte er die Ideen des Briten den neuen Regularien an und entwarf das Fahrgestell.
Nun trat der vierte Designer auf den Plan; Marcel Hubert. Hubert, der später für die erfolgreichen Alpine-Prototypen der 1970er-Jahre verantwortlich war, gab dem Wagen die strömungsgünstige Karosserieform. Der Wagen hatte ein weit nach hinten fließendes Heck und den Motor hinter dem Fahrer, was den M63 zum Mittelmotor-Rennwagen machte. Mit 601–620 kg Leergewicht war der M63 sehr leicht, was jedoch zu Beginn der 1960er-Jahre keine Seltenheit in dieser kleinen Sportwagenklasse war. Der Radstand belief sich auf 2400 cm. Angetrieben wurde der Wagen von einem 4-Zylinder-Gordini-Motor, den Amédée Gordini für den Renault R8 entwickelt hatte. Bei nur 996 cm³ Hubraum leistete er 95 PS (70 kW). Als Höchstgeschwindigkeit gab das Werk 232 km/h an.
Der erste Wagen, Fahrgestellnummer 1701, wurde einen Tag vor der technischen Abnahme zu den Le-Mans-Vortests in Dieppe fertiggestellt und knapp vor Ablauf der Frist nach Le Mans gebracht. Die ersten Runden mit dem neuen Wagen fuhr Bernard Boyer, dann übernahm Werksfahrer José Rosinski die eigentliche Testarbeit. Schnell stellte sich heraus, dass es ein Problem mit der viel zu leichtgängigen Lenkung gab. Bei der kleinsten Lenkkorrektur auf den schnellen Geraden des Circuit des 24 Heures brach das Auto aus und Rosinski hatte Schwierigkeiten, den M63 in gerader Linie zu halten. Nach dem Ende der Testfahrten – Rosinski fuhr seine beste Runde in 4:40 Minuten – wurde der Rennwagen in Dieppe überarbeitet. Bei den nächsten Testfahren am Autodrome de Linas-Montlhéry gab es den Feinschliff. Die Probleme mit der Lenkung tauchten nicht mehr auf; die Änderungen im Werk hatten den gewünschten Erfolg erzielt.
Nunmehr folgte ein weiterer Testverlauf, um für das lange Rennen in Le Mans gerüstet zu sein. Am besten eignete sich dafür ein richtiges Rennen und Alpine meldete das Fahrzeug zum 1000-km-Rennen auf dem Nürburgring.

## Renngeschichte

### 1963
Da die Nordschleife des Nürburgrings für Team und Werksfahrer Neuland war, machte sich Jean Rédélé auf die Suche nach einem erfahrenen Sportwagenfahrern, der die Rennmannschaft im Rennen verstärken sollte. Die Wahl fiel auf den US-Amerikaner Lloyd „Lucky“ Casner. Casner, der mit Camoradi Racing ein eigenes Rennteam betrieb, hatte 1961 das Rennen auf einem Maserati Tipo 61 gewonnen. Casner war jedoch bisher fast ausschließlich Hubraum- und PS-starke Rennwagen gefahren und musste sich an die Fahrweise mit dem kleinen Alpine erst gewöhnen. Er und Rosinski bildeten ein erfolgreiches Duo, das das Rennen auf dem elften Gesamtrang beendete und den ersten Klassensieg für einen Alpine-Sportwagen feiern konnte.

#### Le Mans und der Tod von Bino Heins
Für den Auftritt in Le Mans wurden auch die beiden Fahrgestelle 1702 und 1703 fertig, sodass Alpine drei Fahrzeuge meldete. Im besonderen Interesse der Teams mit hubraumkleinen Fahrzeugen stand dort die Indexwertung – eine Verhältniswertung für Fahrzeuge unterschiedlicher Leistungsstärke – die Alpine unbedingt gewinnen wollte. Die drei Fahrzeuge fuhren Piero Frescobaldi und René Richard, José Rosinski und der Brasilianer Christian „Bino“ Heins sowie Bernard Boyer gemeinsam mit Guy Verrier. Das Fahrzeug Letzterer war durch ein neues Getriebe das Schwerste der drei M63.
Der Tod von Christian Heins war die Folge eines Motorschadens am Aston Martin DP214 von Bruce McLaren. Heins hatte seine Rennkarriere eigentlich schon beendet und ließ sich von Rédélé überreden, für ein letztes Rennen nach Le Mans zu kommen. Er war mit seiner jungen Frau und dem gemeinsamen Kind angereist. Durch den Motorschaden war die Strecke knapp vor der Mulsanne mit Öl verschmiert. In einer Passage, die mit Vollgas gefahren wird, war dies verhängnisvoll. Da die Streckenposten viel zu spät reagierten, kam es zu drei Unfällen in kurzer Folge, darunter Roy Salvadori im Jaguar E-Type Lightweight von Briggs Cunningham. Als Heins zur Unfallstelle kam, war die Piste von Wrackteilen übersät. Er versuchte bei hohem Tempo auszuweichen und kam dabei von der Strecke ab. Der M63 prallte gegen einen Telegrafenmast und Heins, der im Auto eingeklemmt war, starb in den Flammen.
Nach diesem Unfall war das Ergebnis für Alpine unwichtig. Beide verbliebenen Wagen schieden im Verlauf des Rennens durch Getriebe- bzw. Motorschaden aus.
Es folgten drei weitere Einsätze bei Sportwagenrennen. Henri Grandsire und José Rosinski belegten die Ränge neun und elf bei einem Rahmenrennen zum 12-Stunden-Rennen von Reims.

#### Barquette M63
Für die Trophée d’Auvergne bekamen die Fahrgestelle 1703 und 1704 eine neue Karosserie. Richard Bouleau hatte einfach das Dach entfernen und einen Windschild für das Cockpit anbringen lassen. Auf dem schnellen, aber auch engen Kurs von Clermont-Ferrand bewährte sich das Konzept nicht. Nach knapp fünf Stunden Fahrzeit wurden Rosinski und Grandsire nur 13. und 15.
Abschluss des Jahres war ein weiteres Rennen auf dem Circuit de Charade, wo wieder die geschlossenen M63 gefahren wurden. Diesmal gab es die ersten Podiumsplatzierungen; Grandsire wurde Zweiter und Rosinski Dritter.

### 1964
Auch 1964 lag der Fokus bei Alpine ganz klar auf einem Erfolg beim 24-Stunden-Rennen von Le Mans. In Dieppe wurde bereits am Nachfolgemodell des M63, dem M64, gearbeitet. Als Übergangsmodell entstand der Alpine M63B. Fahrgestelle der M63 mit der aerodynamisch überarbeiteten Karosserie des M64. In Le Mans gab es eine erste Zielankunft; Roger Masson und Teodoro Zeccoli wurden 20. in der Gesamtwertung.
Ein M63 wurde in die USA verkauft; um welches Fahrgestell es sich dabei handelte und wo der Wagen abgeblieben ist, ist nicht bekannt.

### 1965
1965 kam dieser Alpine-Typ kaum mehr zum Einsatz; in Le Mans schieden Robert Bouharde und Pierre Monneret durch Zündungsschaden aus.

## Fahrzeuge und ihr Verbleib
- Fahrgestell 1701: Erster M63; Einsatz beim 1000-km-Rennen auf dem Nürburgring 1963, dem 24-Stunden-Rennen von Le Mans 1963, dem 12-Stunden-Rennen von Reims 1963 und beim 12-Stunden-Rennen von Sebring 1964. Der Wagen ist noch im Originalzustand erhalten und gehört heute einem privaten Sammler.
- Fahrgestell 1702: M63; Einsatz beim 24-Stunden-Rennen von Le Mans 1963; Dieses Fahrgestell wurde beim tödlichen Unfall von Christian Heins völlig zerstört.
- Fahrgestell 1703: M63; Einsatz beim 24-Stunden-Rennen von Le Mans 1963, dem 12-Stunden-Rennen von Sebring 1964, der Trophée d’Auvergne 1963 und dem 12-Stunden-Rennen von Sebring 1964. Der Wagen ist noch im Originalzustand erhalten und steht heute im Automobilmuseum von Le Manoir in Lohéac.
- Fahrgestell 1704: M63; Einsatz bei der Trophée d’Auvergne 1963, dem 12-Stunden-Rennen von Sebring 1964 und der Targa Florio 1964. Der Wagen ist heute im Besitz eines französischen Sammlers.
- Fahrgestell 1707: M63; Einsatz bei der Targa Florio 1964: Auch dieses Fahrzeug existiert noch und gehört zu einer privaten französischen Sammlung.
- Fahrgestell 1708; M63B; Dieser Wagen hatte drei Motorvarianten. Neben dem 996-cm³-Hubraum-Gordini-Motor, zwei 4-Zylinder-Motoren von Renault mit 1149 cm³  bzw. 1002 cm³ Hubraum. Einsatz bei der Targa Florio 1964, dem 1000-km-Rennen auf dem Nürburgring 1964, dem 24-Stunden-Rennen von Le Mans 1964, dem 12-Stunden-Rennen von Reims 1964, dem 1000-km-Rennen von Paris 1964 sowie dem 24-Stunden-Rennen von Le Mans 1965 und dem 12-Stunden-Rennen von Reims 1965. Der Wagen gehört heute dem französischen Mathematiker Gérard Besson[2].